# Acoustical Society of America
Acoustical Society of America (ASA) est une société scientifique internationale fondée en 1929 consacrée à la création, à la diffusion et à la promotion de la connaissance de l'acoustique et de ses applications pratiques.
Le siège est établi à Melville (New York).

## Activités
Deux fois par an, au printemps et en automne, elle organise une réunion. Parmi les revues qu'elle publie, figure le Journal of the Acoustical Society of America, publié depuis 1929 et Acoustics Today depuis 2005. Depuis 1953, la société décerne une médaille d'or, décernée jusqu'en 1980 tous les deux ans, puis annuellement. D'autres prix sont notamment le prix R. Bruce Lindsay, décerné tous les deux ans depuis 1942 aux jeunes scientifiques (membres de l'ASA), le prix Wallace Clement Sabine. (depuis 1957) pour les réalisations dans l’application de l’acoustique à l’architecture, la médaille des pionniers de l’acoustique sous-marine, la médaille Trent Crede pour des réalisations dans le domaine des vibrations et des chocs mécaniques.
En 2010, l'Acoustical Society of America comptait environ 7 000 membres aux États-Unis et au-delà.

## Récipiendaires de la médaille d'or
| Année | Récipiendaire                 |
| ----- | ----------------------------- |
| 1954  | Wallace Waterfall (en)        |
| 1955  | Floyd A. Firestone (en)       |
| 1957  | Harvey Fletcher               |
| 1959  | Edward C. Wente (en)          |
| 1961  | Georg von Békésy              |
| 1962  | R. Bruce Lindsay (en)         |
| 1965  | Hallowell Davis (en)          |
| 1967  | Vern Oliver Knudsen (en)      |
| 1969  | Frederick Vinton Hunt (en)    |
| 1971  | Warren P. Mason               |
| 1973  | Philip M. Morse               |
| 1975  | Leo Beranek (en)              |
| 1977  | Raymond W. B. Stephens (en)   |
| 1979  | Richard Bolt (en)             |
| 1981  | Harry F. Olson (en)           |
| 1982  | Isadore Rudnick (en)          |
| 1983  | Martin Greenspan (en)         |
| 1984  | Robert T. Beyer (en)          |
| 1985  | Laurence Batchelder (en)      |
| 1986  | James L. Flanagan (en)        |
| 1987  | Cyril M. Harris (en)          |
| 1988  | Arthur H. Benade              |
| 1988  | Richard K. Cook (en)          |
| 1989  | Lothar W. Cremer (en)         |
| 1990  | Eugen J. Skudrzyk (en)        |
| 1991  | Manfred R. Schroeder (en)     |
| 1992  | Ira Hirsh (en)                |
| 1993  | David T. Blackstock (en)      |
| 1994  | David M. Green (en)           |
| 1995  | Kenneth N. Stevens (en)       |
| 1996  | Ira Dyer (en)                 |
| 1997  | K. Uno Ingard (en)            |
| 1998  | Floyd Dunn (en)               |
| 1999  | Henning E. von Gierke (en)    |
| 2000  | Murray Strasberg (en)         |
| 2001  | Herman Medwin (en)            |
| 2002  | Robert E. Apfel (en)          |
| 2002  | Tony F.W. Embleton (en)       |
| 2003  | Richard H. Lyon (en)          |
| 2004  | Chester M. McKinney (en)      |
| 2005  | Allan D. Pierce (en)          |
| 2006  | James Edward Maceo West (en)  |
| 2007  | Katherine Safford Harris (en) |
| 2008  | Patricia K. Kuhl (en)         |
| 2009  | Thomas D. Rossing (en)        |
| 2010  | Jiri Tichy (en)               |
| 2011  | Eric E. Ungar (en)            |
| 2012  | William Kuperman (en)         |
| 2013  | Lawrence A. Crum (en)         |
| 2014  | Brian C.J. Moore (en)         |
| 2015  | Gerhard M. Sessler            |
| 2016  | Whitlow W.L. Au (en)          |
| 2017  | William M. Hartmann (en)      |
| 2018  | William A. Yost (en)          |
| 2019  | William J. Cavanaugh (en)     |
| 2020  | Judy R. Dubno (en)            |
| 2021  | James F. Lynch (en)           |
| 2022  | Michael J. Buckingham (en)    |
| 2023  | Mark F. Hamilton (en)         |